# Inés de Benigánim
Inés de Benigánim (9 de fevereiro de 1625 – 21de janeiro de 1696) - nascido como Josefa María Albiñana Gomar - era um espanhola Católica Romana, religiosa professa das Descalças agostiniano Freiras com o nome religioso de "Josefa Maria de Santa Inês".  Ela se tornou conhecida por sua profunda visão espiritual e teológica, bem como por suas severas austeridades que praticou durante sua vida.
Sua beatificação foi celebrada em 1888 na Basílica de São Pedro.

## Vida
Josefa María Albiñana Gomar nasceu dos pobres Lluís Albiñana e Vicenta Gomar na Espanha em 1625. Seu pai morreu durante sua infância. O prefeito da cidade - seu tio Bartomeu Tudela - ajudou a família após a morte de seu pai; ela também sofreu de epilepsia durante a infância. Ela recebeu sua confirmação com a idade de oito anos.
Com a idade de 13-14 anos, ela saiu para o rio para lavar roupa e teve uma visão de Jesus Cristo que a chamou para abraçá-Lo e buscar a vida religiosa. Ela recusou uma oferta de casamento para fazer isso - embora o pretendente enfurecido se suicidasse.
Ingressou no convento agostiniano descalço de sua cidade natal em 25 de outubro de 1643 e assumiu o nome religioso - de "Josefa María de Santa Inês" - pela profissão dos votos e posse do hábito em 26 de junho de 1644. Emitiu a profissão solene em 27 de agosto de 1645. Gomar começou a praticar austeridades severas que caracterizaram sua vida e seu tempo entre seus companheiros religiosos. Ela também se tornou conhecida por seus dons proféticos, o que levou as pessoas a consultá-la pelas suas percepções espirituais. Ela pode ter tido uma educação formal mínima, mas compensou seu grande entendimento de tópicos teológicos.
Gomar morreu em 1696 - na festa de Santa Inês - depois de ter recebido os sacramentos pela última vez. Seus restos mortais estão incorruptos e na Guerra Civil Espanhola seu túmulo foi profanado, embora posteriormente restaurado.

## Beatificação
O processo de beatificação começou em um processo informativo que teve início em 1729 e foi concluído algum tempo depois de ter coletado seus escritos e interrogatórios de testemunhas disponíveis. Teólogos se reuniram para discutir seus escritos teológicos e os aprovaram como ortodoxos em 21 de maio de 1760. Um processo apostólico também foi realizado como meio de continuar o trabalho do processo anterior, enquanto os dois foram validados em Roma em 26 de janeiro de 1803.
A introdução formal à causa ocorreu em 16 de setembro de 1769 sob o papa Clemente XIV, quando ela foi proclamada Serva de Deus - a primeira etapa oficial no processo de santificação. Ela foi proclamada Venerável em 19 de agosto de 1838, depois que o Papa Gregório XVI reconheceu sua vida de virtudes heroicas.
Dois processos informativos foram realizados para investigar dois milagres necessários para sua beatificação e receberam a validação da Congregação de Ritos após sua conclusão. Duas reuniões separadas viram a aprovação do milagre em 7 de março de 1884 e 13 de janeiro de 1885.
O Papa Leão XIII aprovou os dois milagres em 21 de fevereiro de 1886 e a beatificou na Basílica de São Pedro às 10 horas de 26 de fevereiro de 1888.